# مجدل بعنا
مجدل بعنا هي قرية لبنانية من قرى قضاء عاليه في محافظة جبل لبنان. تبعد مجدل بعنا 28 كلم (17.4 مي) عن بيروت عاصمة لبنان. ترتفع 1050 م  عن سطح البحر وتمتد على مساحة 611 هكتاراً (6.11 كلم²- 2.35846 مي²).

## أعلام
- يوسف عبد الخالق  (27 أبريل 1882 - 8 يناير 1949) خطاط وشاعر ومستشار.
- شفيق عبد الخالق، شاعر مهجري لبناني في البرازيل.